# Porricondyla indica
Porricondyla indica är en tvåvingeart som först beskrevs av Jean-Jacques Kieffer 1913.  Porricondyla indica ingår i släktet Porricondyla och familjen gallmyggor. Inga underarter finns listade i Catalogue of Life.